# Refresh Man
Refresh Man (chinês tradicional: 後菜鳥的燦爛時代, pinyin: Hòu càiniǎo de cànlàn shídài) é uma série de televisão taiwanesa exibida pela TTV em 2016, estrelada por Aaron Yan, Joanne Tseng, Lene Lai e Jack Lee.

## Enredo
Ji Wen Kai é um funcionário que não tem paixão por seu trabalho. Eles não se importam com a reputação do underachieving, desde que sejam pagos por mostrarem o trabalho, estão bem. Eles se reportam a trabalhar a tempo apenas para fazer coisas pessoais durante as horas de trabalho e contagem regressiva até o final do dia do trabalho para sair no horário.

## Elenco

### Elenco principal
- Aaron Yan como Ji Wen Kai
- Joanne Tseng como Zhong Yu Tang
- Lene Lai como Miao Ai Sha
- Jack Lee como Wang Zi Yu

### Elenco de apoio
- Sara Xiu como Meng He
- Cherry Hsia como Huang Jia Ying
- Chang Roy como Zhu Liang Yu
- Jenny Huang como Jiang Hui Xin
- JR como Shen You Rui
- Wang Dao Nan como Zhong Kui
- Andy Ko como Zhong Yu Han
- Yin Fu como Wang Hai Di
- Stanley Mei como Cai Sheng Ren
- Hsieh Chiung Hsuan como mãe de Ai Sha

## Classificações
| Data de transmissão original | N º de episódio | Classificação geral | Posição |
| ---------------------------- | --------------- | ------------------- | ------- |
| 6 de março de 2016           | 1               | 1.69                | 1       |
| 13 de março de 2016          | 2               | 1.84                | 1       |
| 20 de março de 2016          | 3               | 2.22                | 1       |
| 27 de março de 2016          | 4               | 2.26                | 1       |
| 3 de abril de 2016           | 5               | 2.35                | 1       |
| 10 de abril de 2016          | 6               | 2.59                | 1       |
| 17 de abril de 2016          | 7               | 2.38                | 1       |
| 24 de abril de 2016          | 8               | 2.65                | 1       |
| 1 de maio de 2016            | 9               | 2.42                | 1       |
| 8 de maio de 2016            | 10              | 2.38                | 1       |
| 15 de maio de 2016           | 11              | 2.91                | 1       |
| 22 de maio de 2016           | 12              | 2.85                | 1       |
| 29 de maio de 2016           | 13              | 2.63                | 1       |
| 5 de junho de 2016           | 14              | 2.47                | 1       |
| 12 de junho de 2016          | 15              | 2.44                | 1       |
| 19 de junho de 2016          | 16              | 2.46                | 1       |
| 26 de junho de 2016          | 17              | 2.87                | 1       |
| Média                        | Média           | 2.42                | --      |

## Prêmios e indicações
| Ano  | Cerimônia           | Categoria              | Trabalho nomeado                                 | Resultado |
| ---- | ------------------- | ---------------------- | ------------------------------------------------ | --------- |
| 2016 | Sanlih Drama Awards | Melhor drama           | Refresh Man                                      | Indicado  |
| 2016 | Sanlih Drama Awards | Melhor ator            | Aaron Yan                                        | Indicado  |
| 2016 | Sanlih Drama Awards | Melhor atriz           | Joanne Tseng                                     | Indicado  |
| 2016 | Sanlih Drama Awards | Melhor beijo           | Aaron Yan e Joanne Tseng                         | Indicado  |
| 2016 | Sanlih Drama Awards | Melhor casal de tela   | Aaron Yan e Joanne Tseng                         | Indicado  |
| 2016 | Sanlih Drama Awards | Melhor canção de drama | You're The First to Come to Mind por William Wei | Indicado  |